# Stora Röskär (Kumlinge, Åland)
Stora Röskär är en ö i Åland (Finland). Den ligger i Skärgårdshavet och i kommunen Kumlinge i landskapet Åland, i den sydvästra delen av landet. Ön ligger omkring 46 kilometer öster om Mariehamn och omkring 230 kilometer väster om Helsingfors.
Öns area är 15,2 hektar och dess största längd är 1 kilometer i sydöst-nordvästlig riktning. Ön höjer sig omkring 10 meter över havsytan.